# Brooksfilms
Brooksfilms est une société américaine de production cinématographique, fondée par Mel Brooks en 1980. L'entreprise est située à Encino dans l'état de Californie aux États-Unis.

## Productions
- Fatso (1980) : Comédie romantique
- Loose Shoes (1980) : Comédie
- Elephant Man (1981) : Biopic, Drame
- La Folle Histoire du Monde, Partie 1 (History of the World: Part I) (1981) : Comédie et anthologie
- Où est passée mon idole ? (My Favorite Year) (1982) : Comédie
- Frances (1982) : Drame
- To Be or Not to Be (1983) : Guerre-Comédie
- Le Docteur et les Assassins (The Doctor and the Devils) (1985)
- La Mouche (The Fly) (1986) : Fantastique, Horreur, Science-Fiction
- Les Guerriers du soleil (Solarbabies) (1986) : Science-Fiction
- 84 Charing Cross Road (1987) : Drame
- La Folle Histoire de l'espace (Spaceballs) (1987) : Comédie, Science-Fiction
- La Mouche 2 (The Fly II) (1989) : Fantastique, Horreur, Science-Fiction
- Chienne de vie (Life Stinks) (1991) : Comédie Dramatiques
- Psychose Meurtière (The Vagrant) (1992) : Horreur-Comédie
- Sacré Robin des Bois (Robin Hood: Men in Tights) (1993) : Comédie-musicale, Aventure
- Dracula Mort et Heureux de l'Être (Dracula: Dead and Loving It) (1995) : Horreur, Comédie satirique
- Les Producteurs (2006) : Comédie musicale
- Blazing Samurai (2020) : Film d'animation